# Williswinde
Williswinde is een dichtbundel van Louis Couperus die voor het eerst in 1895 bij zijn vaste uitgever L.J. Veen verscheen.

## Geschiedenis
Tussen 1886 en 1891 werden verspreid gedichten van Couperus gepubliceerd in tijdschriften en een bundel van Pol de Mont. Maar ze bleven ongebundeld. Wel stelde Couperus aan zijn uitgever Lambertus Jacobus Veen in januari 1893 voor een bundel te maken van die nog niet in boekvorm verschenen gedichten. Veen had juist de rechten verworven op Een lent van vaerzen en Orchideeën. Een bundel poëzie en proza. Maar Veen voerde de suggestie van Couperus toen niet uit. Pas toen hij een tweede druk van Orchideeën voorbereidde in 1894 en na een herhaalde suggestie van Couperus verscheen toch een afzonderlijke bundel van deze gedichten. De titel die de dichter voorstelde was Vroege gedichten, maar Veen vond dat niet zo'n goed idee en Couperus stelde toen voor om de bundel te noemen naar wat hij zelf het beste gedicht noemde: Williswinde. Couperus stelde ook voor, mocht de omvang te klein zijn, eraan toe te voegen het sprookje De schoone slaapster in het bosch maar dat hoefde uiteindelijk niet. De bundel verscheen in november 1895.
Aan de bundel ging een met september 1895 gedateerde "voorrede" waarin de dichter zijn uitgever bedankte dat hij de bundel had willen uitgeven, dat hij de bijna tien jaar oude gedichten nooit meer las maar dat ze toch "met groote naïeve liefde" geschreven waren en dat hij vermoedelijk nooit meer poëzie zou schrijven.
Tijdens Couperus' leven verscheen slechts een druk, in zowel een gebonden als ingenaaide versie, in een band van L.W.R. Wenckebach. De bundel werd niet herdrukt.